# سوشتس
سوشتس (به لهستانی:  Susiec) یک روستا در لهستان است که در گمینا سوشتس واقع شده‌است.